# Línea 660 (Interurbanos Madrid)
La línea 660 de la red de autobuses interurbanos de Madrid une San Lorenzo de El Escorial con los municipios de Guadarrama, Alpedrete y Collado Villalba.

## Características
Esta línea une a los habitantes del municipio de San Lorenzo de El Escorial con las poblaciones de Guadarrama, Alpedrete y Collado Villalba pasando por el Hospital comarcal de El Escorial, con un recorrido que dura aproximadamente 30 minutos entre cabeceras.
Si se coge la línea en San Lorenzo, en todas las paradas de Guadarrama, Alpedrete y Collado Villalba sólo está permitido el descenso de viajeros. Respectivamente, en todas las paradas de Guadarrama, Alpedrete y Collado Villalba sólo está permitido el ascenso de viajeros si el viajero se dirige a San Lorenzo.
Realiza el mismo recorrido que la línea 664, solo que efectuando paradas en el término municipal de Alpedrete y finalizando en Collado Villalba en vez de continuar a Madrid.
Está operada por la empresa ALSA mediante la concesión administrativa VCM-607 - Madrid – San Lorenzo de El Escorial (Viajeros Comunidad de Madrid) del Consorcio Regional de Transportes de Madrid.

## Horarios
| Lunes a viernes laborables                                          |
| A 6:50 - 7:30 - 8:15 - 9:00 - 10:00 - 11:30                         |
| De 13:00 a 15:00 cada hora                                          |
| A 16:10 - 17:00 - 18:00 - 19:15 - 20:45                             |
| Sábados laborables                                                  |
| A 13:15 - 21:45                                                     |
| Domingos y festivos                                                 |
| A 13ː15 - 15ː30                                                     |
| Servicio Especial Directoː San Lorenzo > Valle de los Caídos        |
| Martes a viernes laborables (Vigente 1 de octubre a 31 de marzo)    |
| A 15ː15                                                             |
| Martes a viernes laborables (Vigente 1 de abril a 30 de septiembre) |
| A 16ː00                                                             |
| Sábados laborables, domingos y festivos                             |
| A 15ː15                                                             |

| Lunes a viernes laborables                                          |
| A 7:30 - 8:15 - 9:00 - 10:00 - 11:00 - 12:30                        |
| De 14:00 a 19:00 cada hora                                          |
| A 20:30 - 21:30                                                     |
| Sábados laborables                                                  |
| A 14:00 - 22:30                                                     |
| Domingos y festivos                                                 |
| A 14:00 - 17:15                                                     |
| Servicio Especial Directoː Valle de los Caídos > San Lorenzo        |
| Martes a viernes laborables (Vigente 1 de octubre a 31 de marzo)    |
| A 17ː30                                                             |
| Martes a viernes laborables (Vigente 1 de abril a 30 de septiembre) |
| A 18ː00                                                             |
| Sábados laborables, domingos y festivos                             |
| A 17ː30                                                             |

## Recorrido y paradas

### Sentido Collado Villalba
La línea inicia su recorrido en la estación de autobuses de San Lorenzo de El Escorial, continuando por la calle Juan de Toledo, carretera de Guadarrama (accediendo al Hospital comarcal de El Escorial) y continuando por la M-600 hasta Guadarrama, donde toma la antigua N-VI, para pasar por Los Negrales y finalizar en el Zoco de Collado Villalba.
Las paradas sombreadas en marrón son sólo de descenso de viajeros.
| Código | Parada                                              | Común con                                        | Enlaces      | Municipio                  | Zona |
| ------ | --------------------------------------------------- | ------------------------------------------------ | ------------ | -------------------------- | ---- |
| 10185  | Estación de autobuses de San Lorenzo de El Escorial | 640 661 664 665 666 667 669 669A                 |              | San Lorenzo de El Escorial |      |
| 10212  | Juan de Toledo - Codolosa                           | 640 664 669 669A 2 4                             |              | San Lorenzo de El Escorial |      |
| 10213  | Juan de Toledo - Biblioteca                         | 640 664 669 669A 2 4                             |              | San Lorenzo de El Escorial |      |
| 11530  | Ctra. M600 - Urb. Jardín de Reyes                   | 640 664 669 669A 2 4                             |              | San Lorenzo de El Escorial |      |
| 10214  | Ctra. M600 - Urb. Monte Escorial                    | 640 664 669 669A 2 3 4                           |              | San Lorenzo de El Escorial |      |
| 10215  | Ctra. M600 - Hospital El Escorial                   | 664 2 4                                          |              | San Lorenzo de El Escorial |      |
| 11026  | Hospital El Escorial                                | 640 669 669A 2 3 4                               |              | San Lorenzo de El Escorial |      |
| 10216  | Ctra. M600 - Urb. La Pizarra                        | 664 2                                            |              | San Lorenzo de El Escorial |      |
| 10218  | Ctra. M600 - C.º Calzada del Campillo               | 664                                              |              | San Lorenzo de El Escorial |      |
| 10219  | Ctra. M600 - Valle de los Caídos                    | 664                                              |              | San Lorenzo de El Escorial |      |
| 10220  | Escoriales - Hospital Guadarrama                    | 664 690 VAC-246 4                                |              | Guadarrama                 |      |
| 09252  | Hospital Guadarrama - Urb. Fresnos de la Jarosa     | 680 682 684 685 688                              |              | Guadarrama                 |      |
| 09250  | Ctra. N-VI - El Tomillar                            | 682 684 688                                      |              | Guadarrama                 |      |
| 09248  | Ctra. N-VI - Miravalle                              | 682 684 688                                      |              | Guadarrama                 |      |
| 09303  | Ctra. N-VI - Urb. Grandes Valles                    | 682 684 688                                      |              | Guadarrama                 |      |
| 19198  | Av. Reina Victoria - Cabeza Líjar                   | 682 684 688                                      |              | Alpedrete                  |      |
| 09228  | Av. Reina Victoria - Santa Ana                      | 682 684 688                                      |              | Alpedrete                  |      |
| 15194  | Av. Reina Victoria - Estación Los Negrales          | 682 684 688                                      | Los Negrales | Alpedrete                  |      |
| 06405  | Av. Juan Carlos I - Planetocio                      | 664 681 682 683 684 685 688 3                    |              | Collado Villalba           |      |
| 06516  | Av. Juan Carlos I - Zoco                            | 664 671 672 672A 673 681 682 683 684 685 688 691 |              | Collado Villalba           |      |

### Sentido San Lorenzo de El Escorial
La línea inicia su recorrido junto al centro comercial Zoco de Collado Villalba, continuando por la antigua N-VI hasta Guadarrama, donde gira para tomar la M-600 hasta San Lorenzo de El Escorial. Efectúa paradas en la puerta del Valle de los Caídos, Camping El Escorial, Urb. La Pizarra, Rotonda y aparcamiento del Hospital, Urb. Montescorial, polígono industrial Matacuervos, Barrio del Rosario, Rest. Pulgarus, para finalizar su ruta en la estación de autobuses de San Lorenzo de El Escorial (C/ Juan de Toledo N.º 5).
Las paradas sombreadas en azul son sólo de ascenso de viajeros.
| Código | Parada                                              | Común con                                        | Enlaces      | Municipio                  | Zona |
| ------ | --------------------------------------------------- | ------------------------------------------------ | ------------ | -------------------------- | ---- |
| 06516  | Av. Juan Carlos I - Zoco                            | 664 671 672 672A 673 681 682 683 684 685 688 691 |              | Collado Villalba           |      |
| 20123  | Av. Juan Carlos I - Planetocio                      | 664 681 682 683 684 685 688 3                    |              | Collado Villalba           |      |
| 15193  | Av. Reina Victoria - Estación Los Negrales          | 682 684 688                                      | Los Negrales | Alpedrete                  |      |
| 09237  | Av. Reina Victoria - Santa Ana                      | 682 684 688                                      |              | Alpedrete                  |      |
| 19197  | Ctra. N-VI - Cabeza Líjar                           | 682 684 688                                      |              | Guadarrama                 |      |
| 09238  | Ctra. N-VI - Urb. Grandes Valles                    | 682 684 688                                      |              | Guadarrama                 |      |
| 09247  | Ctra. N-VI - Miravalle                              | 682 684 688                                      |              | Guadarrama                 |      |
| 09249  | Ctra. N-VI - El Tomillar                            | 682 684 688                                      |              | Guadarrama                 |      |
| 09251  | Hospital Guadarrama - Urb. Fresnos de la Jarosa     | 680 681 682 684 685 688                          |              | Guadarrama                 |      |
| 10200  | Escoriales - Hospital Guadarrama                    | 664 690 VAC-246 4                                |              | Guadarrama                 |      |
| 10201  | Ctra. M600 - Valle de los Caídos                    | 664                                              |              | San Lorenzo de El Escorial |      |
| 10202  | Ctra. M600 - C.º Calzada del Campillo               | 664                                              |              | San Lorenzo de El Escorial |      |
| 10204  | Ctra. M600 - Urb. La Pizarra                        | 664 2                                            |              | San Lorenzo de El Escorial |      |
| 10205  | Ctra. M600 - Hospital El Escorial                   | 664 2                                            |              | San Lorenzo de El Escorial |      |
| 11026  | Hospital El Escorial                                | 640 669 669A 2 3 4                               |              | San Lorenzo de El Escorial |      |
| 10206  | Ctra. M600 - Urb. Monte Escorial                    | 640 664 669 669A 2 3 4                           |              | San Lorenzo de El Escorial |      |
| 11531  | Ctra. M600 - Urb. Jardín de Reyes                   | 640 664 669 669A 2                               |              | San Lorenzo de El Escorial |      |
| 10207  | Juan de Toledo - Biblioteca                         | 640 664 669 669A 2                               |              | San Lorenzo de El Escorial |      |
| 10208  | Juan de Toledo - Velázquez                          | 640 664 669 669A 2                               |              | San Lorenzo de El Escorial |      |
| 10185  | Estación de autobuses de San Lorenzo de El Escorial | 640 661 664 665 666 667 669 669A                 |              | San Lorenzo de El Escorial |      |